# صبرينة دلهوم
صبرينة دلهوم (مواليد 21 مايو 1976) هي لاعبة كرة قدم جزائرية سابقة، لعبت في خط الوسط. ولعبت مع منتخب الجزائر لكرة القدم للسيدات.

## المسيرة
لعبت صبرينة دلهوم لصالح الجمعية الرياضية للجزائر الوسطى في الجزائر. كما شاركت مع الجزائر خلال موسمين من كأس الأمم الإفريقية للسيدات، هما بطولة إفريقيا لكرة القدم للسيدات 2006 وبطولة إفريقيا لكرة القدم للسيدات 2010.